# Gloster E.28/39
Глоустер E.28/39 (англ. Gloster E.28/39) — перший британський реактивний літак створений авіакомпанією Gloster Aircraft Company з дослідницькою метою. Вперше піднявся в повітря в травні 1941 року і став четвертим реактивним літаком в світі, після німецьких Heinkel He 178 і Heinkel He 280 а також італійського Caproni Campini N.1. Літак розроблявся як винищувач і мав пристосування для встановлення курсового озброєння, але ним ніколи не оснащувався.

## Історія

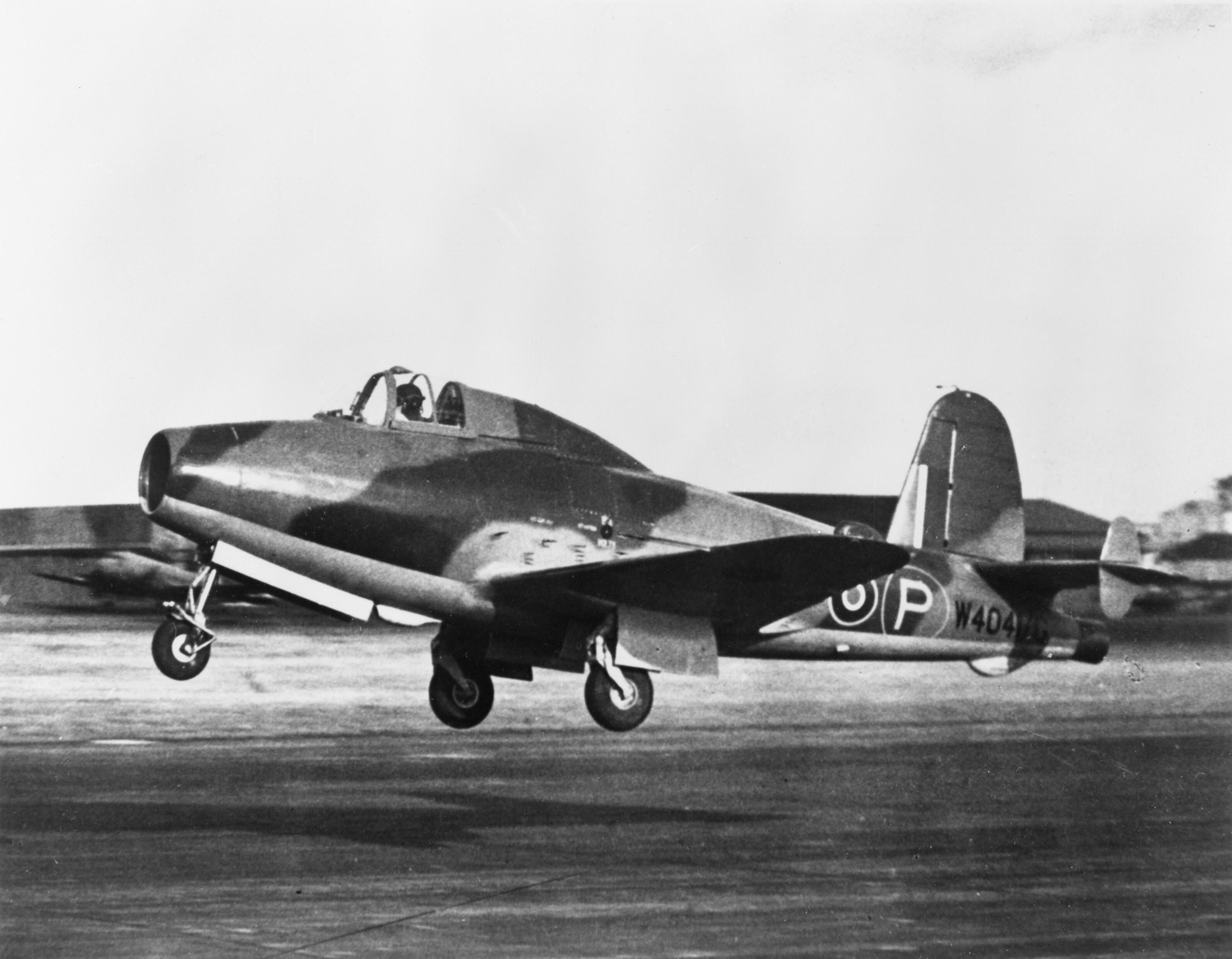
Випробування першого прототипу на ареодромі в Фарнборо, Гемршир. Пілот випробувач Дж. Молоні.

Ще в 1937 році Френк Вітле створив перший в світі турбореактивний двигун Power Jets WU і, хоча саме цей двигун був експериментальний і не міг встановлюватись на літаки, міністерство авіації визнало дослідження в цьому напрямі перспективними. Тому компанії Френка Вітле ще в березні 1938 року видали специфікацію на розробку двигуна придатного до встановлення на літак. Коли розробка двигуна Power Jets W.1 вже доходила до завершення міністерство авіації на безконкурсній основі замовило в компанії Gloster розробку літака для цього двигуна і видала специфікацію E.28/39 в лютому 1940 року. В самій специфікації було вказано що характеристики літака мають відповідати характеристикам винищувача з озброєнням з чотирьох 7,7-мм кулеметів, а також триколесне шасі з переднім керуючим колесом.
В контракті було замовлено тільки два літаки, перший з яких був готовий вже за рік. 7 квітня 1941 року літак вперше викотили на злітну полосу, але в повітря він не піднімався, тільки декілька разів відірвавшись від землі. В результаті цих тестів було дещо перероблена передня стійка шасі, але в цілому вони визнались успішними. Перший справжній 17-ти хвилинний політ стався 15 травня 1941 року, і за наступні 13 днів наліт прототипа вже складав 10 годин. Після цього його повернули на фабрику для встановлення нового потужнішого двигуна Power Jets W.1A.
Нові тести почались 4 лютого 1942 року, але цього разу проблеми з двигуном спричинили невелику аварію і літак знову відкликали на заміну двигуна. Цього разу використали ще потужніший Power Jets W.2B і продовжуючи тести. 30 липня 1942 року під час випробувань на висоті 11 275 метрів в прототипа заклинили елерони і він звалився в штопор, пілот зміг вистрибнути з літака і вижив, але прототип було втрачено.
Випробування продовжились з другим прототипом оснащеним двигуном Power Jets W.2/500, який успішно пройшов всі випробування і після війни, в 1946 році, був переданий науковому музею в Лондоні.

## Тактико-технічні характеристики

Дані з Concise Guide to British Aircraft of World War II

### Технічні характеристики
- Екіпаж: 1 особа
- Довжина: 7,72 м
- Висота: 2,82 м
- Розмах крила: 8,84 м
- Площа крила: 13,61 м ²
- Маса порожнього: 1309 кг
- Максимальна злітна маса: 1700 кг
- Двигун: Power Jets W.2/500
- Тяга: 798 кг.

### Льотні характеристики
- Максимальна швидкість: 750 км/год на 3050 м.
- Практична стеля: 9755 м